# Livre de Joël
Le Livre de Joël est un passage du Tanakh (Ancien Testament pour les chrétiens). La Bible ne contient aucun élément biographique sur son auteur. La majorité des exégètes font remonter sa rédaction à une période comprise entre les Ve et IIIe siècles bien que certains exégètes aient pu envisager une rédaction préexilique.

## Contenu
Il est centré sur une prophétie faite par Joël lorsque le pays de Juda a été affligé par une grande famine et par les sauterelles (criquets) (Joël 1:4–20). Il assure au peuple que par le repentir il recevra de nouveau les bénédictions de Dieu (Joël 2:12–14).
Une horde d’insectes ravage le pays. Le feu les précède et achève la dévastation. Partout sévit la famine. Le soleil se change en ténèbres et la lune en sang, car le jour de jugement de Dieu est proche. Dieu ordonne de faire passer la faucille et de rassembler les nations pour la destruction. Il conclut en annonçant que certains « s’en tireront sains et saufs ».

## Joël dans le christianisme
L'apôtre Pierre cite la prophétie de Joël concernant le déversement de l'Esprit le jour de la Pentecôte (Joël 3:1–5 ; Ac 2:16–21). L'apôtre Paul cita la même prophétie et l'appliqua tant au peuple juif qu'aux non-Juifs (Joël 2:28-32 ; Actes 2:16-21; Rom. 10:13).

## Résumé
Le chapitre 1 réclame une assemblée solennelle dans la maison de l'Éternel. Le chapitre 2 parle des guerres et des désolations qui précéderont le millénium. Le chapitre 3 parle des derniers jours et affirme que toutes les nations seront en guerre, mais que finalement le Seigneur demeurera en Sion.